# Georg Friedrich Fickert
Georg Friedrich Fickert (* 20. November 1758 in Bartsdorf (Striegau, heutiges Polen); † 6. Mai 1815 in Groß Wilkau (Schlesien); auch Georg-Friedrich Fickert oder George Friedrich Fickert) war ein deutscher Kirchenlieddichter und Pfarrer.

## Leben
Fickert wurde als Sohn eines Schneidermeisters und dessen Frau, Elisabeth, geborene Fichtner, geboren. Mit 13 Jahren wurde er auf eine Schule geschickt, drei Jahre später auf ein Gymnasium in Schweidnitz. Er studierte ab dem 2. Mai 1781 in Halle (Saale). 1795 wurde er Pfarrer in Reichau und heiratete Christiane Dorothea Laengner. Fickert bekam mit seiner Frau sechs Kinder, von denen zwei im jungen Alter starben. Nach 18 Jahren trennten sie sich wieder, weil Christiane kein Interesse für den Beruf ihres Mannes hatte, und sie zog zurück zu ihren Eltern nach Goldberg. In Groß Wilkau wirkte er ab 1810. Neben seinem Pfarramt gab er ein Christliches Wochenblatt zur Erweckung und Mission (Christentum) heraus.
Der frühe Tod sei „eine Folge ‚seines häuslichen Grams‘ gewesen“, womit die materielle Armut seiner Familie und „der Kummer über die unglückliche Ehe“ gemeint gewesen seien.

## Werke
- Christliches Wochenblatt für gesammelte und zerstreute Kinder Gottes und alle, die den Herrn Jesum von ganzem Herzen suchen
- O daß doch bald dein Feuer brennte, du unaussprechlich Liebender (EKG 219, EG 255)
- Wirf Sorgen und Schmerz ins liebende Herz des mächtig dir helfenden Jesus
- In unsers Königs Namen betreten wir die Bahn